# Isodontia permutans
Isodontia permutans är en biart som först beskrevs av Rowland Edwards Turner 1912.
Isodontia permutans ingår i släktet Isodontia och familjen grävsteklar. Inga underarter finns listade i Catalogue of Life.